# Inimica vis
Inimica vis (česky Nepřátelská síla) je papežská encyklika Lva XIII. určená italským biskupům. Vyhlášena byla 8. prosince 1892 v Římě. Zmiňuje předchozí několikerá odsouzení svobodného zednářství v předchozích 150 letech, připomíná úspěchy i neúspěchy v boji s zednářstvím a paganismem a soustřeďuje se na místní situaci italské církve.
Ve stejný den vyšla i encyklika Custodi di quella fede. Také v ní varuje Lev XIII. před svobodnými zednáři, oproti Inimica vis je ale adresována italskému lidu.